# Асылбаев, Ахмет Асылбаевич
Ахме́т Асылба́евич Асылба́ев (псевдоним — Ахмет Асаев) (15 июня 1912, Байгильды, Бирский уезд, Уфимская губерния, Российская империя — 16 ноября 1999, Йошкар-Ола, Марий Эл, Россия) — марийский советский учёный-литературовед и писатель, член Союза писателей СССР с 1943 года. Исследователь марийской литературы советского периода и творчества первых марийских писателей — С. Чавайна и М. Шкетана. Директор Марийского книжного издательства (1943—1946), научный сотрудник МарНИИЯЛИ (1946—1961), главный редактор журнала «Ончыко» (1961—1972). Участник I учредительного съезда писателей РСФСР (1958). Заслуженный работник культуры Марийской АССР (1982).

## Биография
Родился 15 июня 1912 года в деревне Байгильды ныне Дюртюлинского района Республики Башкортостан в марийской крестьянской семье.
Учился в Бирском педагогическом техникуме, затем — в Марийском педагогическом институте имени Н. К. Крупской, где показал себя активным студентом и общественником.
В 1935 году ему как выпускнику института предложили должность инструктора в Марийском обкоме ВЛКСМ. Спустя некоторое время его, хорошо владеющего татарским языком, направили директором Параньгинского татарского педагогического училища. С 1939 года — старший преподаватель Марийского педагогического института. 
В 1942—1943 годах служил в РККА. По состоянию здоровья демобилизовался.
Приехав в Йошкар-Олу, стал сотрудником редакции газеты «Марий коммуна», затем — директором Марийского книжного издательства. С 1946 года — научный сотрудник МарНИИ, где проработал почти 15 лет. В 1961—1972 годах — главный редактор журнала «Ончыко». 
Умер 16 ноября 1999 года в Йошкар-Оле.

## Литературоведческая деятельность
Будучи студентом Марийского педагогического института, проявлял интерес к научно-исследовательской деятельности. Его вдохновителем был известный марийский писатель и поэт Шабдар Осып, который работал в институте преподавателем. Его литературоведческие материалы в печати впервые стали появляться уже в 1935 году. Одной из значимых публикаций тех лет была работа «Творчество М. Шкетана».
Затем им написаны статьи и монографии «Марийская литература периода Отечественной войны» (1945), «Проза М. Шкетана» (1948), «Творчество Г. Ефруша» (1952), «Статьи о марийской литературе» (1957), «Сергей Чавайн» (1963) и др. 
Является одним из авторов «Очерков истории марийской литературы». Им подготовлены хрестоматии и учебные пособия по родной литературе для школ. В 1954 году принимал активное участие в составлении «Марийско-русского словаря». Подготовил собрание сочинений М. Шкетана в 4-х томах.

## Литературное творчество
С начала 50-х годов стал писать художественные произведения. Часто появлялись в печати очерки, рассказы под псевдонимами А. Асаев, Асылбай. Одновременно трудился над большим прозаическим полотном, работал в жанре драматургии. Итогом многолетнего труда стал роман «Ошвичыжат-йӱксыжат» («Лебеди бельские»), изданный в переводе на русский язык и посвящённый жизни и проблемам марийской колхозной деревни 1960-х годов прошлого столетия. По мотивам этого романа писатель создал пьесу «Клятвенная берёза». Следующее достижение писателя в области драматургии — это драма «Ӱжара мурызо» («Певец зари»), посвящённая основоположнику марийской литературы С. Г. Чавайну. По обеим пьесам были поставлены спектакли в Марийском театре драмы имени М. Шкетана. Позже А. Асаев написал ещё несколько пьес, они включены в книгу «Юлмар ден юмын ӱдыр» («Юлмар и дочь бога»). 
В 1958 году стал участником I учредительного съезда писателей РСФСР. 
Является около 100 статей, обзоров, очерков, рецензий. Его художественные произведения отдельные литературоведческие работы были переведены и опубликованы на русском языке. 
В последние годы жизни А. Асаев активно работал над воспоминаниями. Большинство из них напечатаны в газетах, журнале «Ончыко».
В 1982 году ему было присвоено звание «Заслуженный работник культуры МАССР». За заслуги в развитии марийской литературы и печати награждён медалями и трижды — Почётной грамотой Президиума Верховного Совета Марийской АССР и Республики Марий Эл. 

## Основные научные работы
Далее представлены основные научные работы А. А. Асылбаева:
- М. Шкетанын драматургийже; М. Шкетанын ойлымашыже-шамыч нерген; Первый марий роман [Драматургия М. Шкетана; Рассказы М. Шкетана; Первый марийский роман] // Марий литература: литературно.-критические статья-шамыч. — Йошкар-Ола, 1950. — С. 117—187.
- Марий литература нерген: статья-влак [О марийской литературе: статьи]. — Йошкар-Ола, 1957. — 168 с.
- Чавайн С. Г.: илышыж ден творчествыже [Жизнь и творчество С. Г. Чавайна]. — Йошкар-Ола, 1959. — 240 с.
- Сергей Чавайн: очерк жизни и творчества. — Йошкар-Ола, 1963. — 144 с.
- Зарождение и развитие марийской литературы в период 1905—1929 годов // Очерки истории марийской литературы. — Ч. 1. — Йошкар-Ола, 1963. — С. 53—100.

## Основные произведения
Список основных произведений А. Асылбаева на марийском языке и в переводе на русский язык:

## На марийском языке
- Мургайык ден кӱслезе: ойлымаш-влак [Певчая птица и гусляр: рассказы]. — Йошкар-Ола, 1962. — 58 с.
- Товатлыме куэ: драма // Ончыко. — 1968. — № 1. — С. 59—100.
- Ошвичыжат, йӱксыжат: роман [Лебеди бельские]. — Йошкар-Ола, 1971. — 416 с.
- Ӱжара мурызо: пьеса-влак [Певец зари: пьесы]. — Йошкар-Ола, 1978. — 102 с.
- Ошвичыжат, йӱксыжат: роман [Лебеди бельские]. — Йошкар-Ола, 1985. — 320 с.
- Литературышто мыняр классик уло? // Марий коммуна. — 1990. — 21 декабрь.
- Курымаш-влак: драматическая повесть-хроника // Ончыко. — 1992. — № 3. — С. 13—58.
- Юлмар ден Юмын ӱдыр: пьеса-влак [Юлмар и дочь бога: пьесы]. —Йошкар-Ола, 1996. — 212 с.
- Чимож ден Мормыж: трагикомедий // Ончыко. — 1999. — № 10. — С. 67—94.

### В переводе на русский язык
- Земное притяжение: роман / пер. В. Чубаковой. — Йошкар-Ола, 1968. — 272 с.

## Театральные постановки
Список театральных постановок по пьесам А. Асаева: 
- Товатлыме куэ: драма [Клятвенная берёза]. (Марийский театр) 1967.
- Ӱжара мурызо: драма [Певец зари]. (Марийский театр) 1978.

## Признание
- Заслуженный работник культуры Марийской АССР (1982)[2]
- Отличник народного просвещения РСФСР (1960)[2][9]
- Медаль «За доблестный труд. В ознаменование 100-летия со дня рождения Владимира Ильича Ленина» (1970)[2]
- Почётная грамота Президиума Верховного Совета Марийской АССР (1957, 1962)[2]
- Почётная грамота Республики Марий Эл (1997)[2]

## Память
- В 2012 году на здании Байгильдинского дома культуры Дюртюлинского района Башкортостана в память об уроженце, писателе и литературоведе А. Асылбаеве установлена мемориальная доска[8].
- В 2022 году в Дюртюлинском районе Башкортостана прошли юбилейные мероприятия к 110-летию со дня рождения уроженца района, писателя и литературоведа А. Асылбаева[11].
- Материалы из личного архива А. Асылбаева ныне хранятся в МарНИИЯЛИ, Национальном музее Республики Марий Эл им. Т. Евсеева и Государственном архиве Республики Марий Эл[3].